# باب الوزير

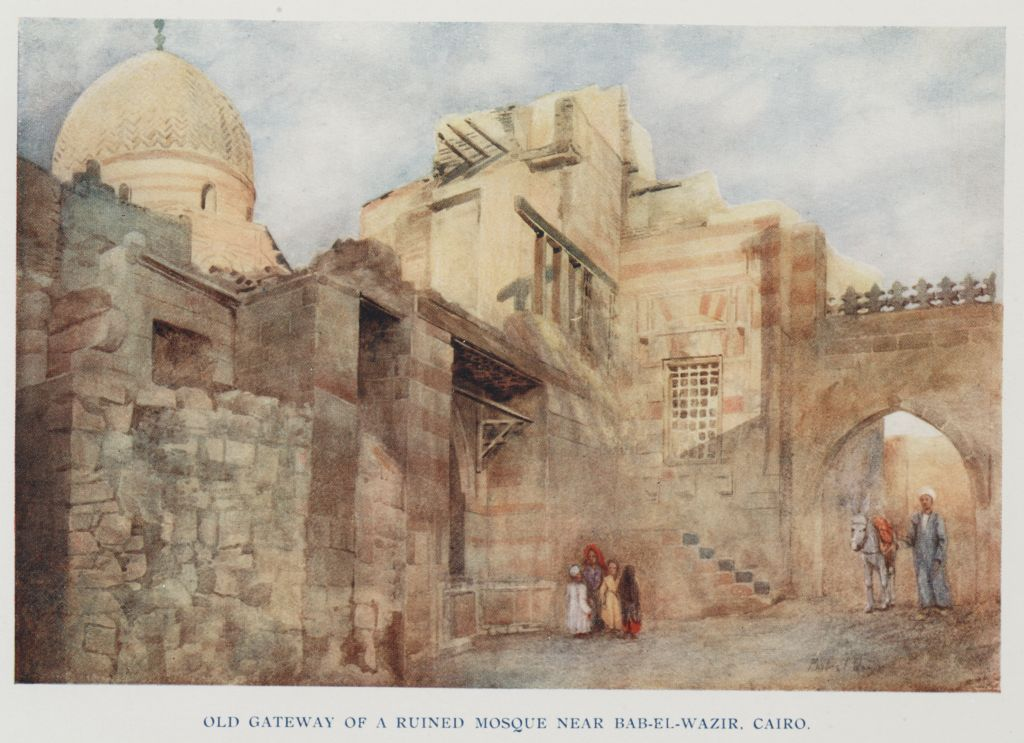
باب الوزير عام 1907

باب الوزير هو أحد بوابات أسوار مدينة القاهرة القديمة. تم الانتهاء منه عام 1341م من قبل وزير السلطانالناصر ناصر الدين محمد بن قلاوون وهُدم عام 2013.
كان الباب جزءًا من السور الأيوبي في حي الدرب الأحمر في القاهرة التاريخية بجوار مسجد إبراهيم أغا مستحفظان والذي أعطى شارع باب الوزير اسمه. يوجد بالشارع أيضًا مسجد قجماس الإسحاقى أو ما يُطلق عليه بمسجد أبو حريبة، ومسجد الطنبغا الماردانى، وسبيل الأمير محمد كتخدا، وقبة أبو اليوسفين، ومنزل الرزاز والذي يحتوى على باب السلطان قايتباى بداخله، ومدرسة أم السلطان شعبان ويقابلها منارة زاوية الهنود وبجوارها مدفن إبراهيم خليفة جنديان. يقع الباب أيضًا في المنطقة المجاورة لمقبرة باب الوزير، والتي تحتوي على عدد من الأضرحة والمباني المملوكية، بما في ذلك ضريح طرباي الشريفي المُرمم. توجد لدى الحكومة خطط لاستعادة البوابة.

## اثار الشارع
فبداية الشارع بعد مسجد قجماس الإسحاقى أو ما يطلق عليه بمسجد أبو حريبة ثم مسجد الطنبغا الماردانى مرورا بسبيل الأمير محمد كتخدا لنرى بعد ذلك قبة أبو اليوسفين وبعده بقليل نرى منزل الرزاز والذي يحتوى على باب السلطان قايتباى بداخله وبجواره نرى مدرسة ام السلطان شعبان ويقابلها منارة زاوية الهنود وبجوارها مدفن إبراهيم خليفة جنديان وبعد ذلك يقابلنا سبيل ومدفن عمر أغا حتى نرى مجموعة من أجمل التحف المعمارية وهي مسجد آق سنقر أو مسجد إبراهيم اغا مستحفظان أو ما يطلق عليه بالمسجد الأزرق نظرا لاحتوائه على مجموعة كبيرة من القيشانى الازرق تغطى جدرانه خلف المنبر والمحراب ثم نجد بقايا قصر خاير بيك ثم بقايا قصر الأمير آلين آق الحسامى وبعده بقليل حوض إبراهيم اغا مستحفظان لسقى الدواب وبعده سبيل ومسجد الأمير ايتمش البجاسى وأخيرا قبل نهاية الشارع نجد بوابة وسبيل وقبة الأمير طراباى الشريفى وهي تجاور المقابر وليست تطل على الشارع مباشر